# Eulalia pruinosa
Eulalia pruinosa är en gräsart som beskrevs av Bi Sin Sun och M.Y.Wang. Eulalia pruinosa ingår i släktet Eulalia och familjen gräs. Inga underarter finns listade i Catalogue of Life.